# ورانیه
ورانیه (به صربی: Врање) شهری در استان زنتراصربین کشور صربستان است که جمعیت آن در سال ۲۰۰۶ میلادی ۵۶٫۴۹۵ نفر بوده‌است.

## جستارهای وابسته

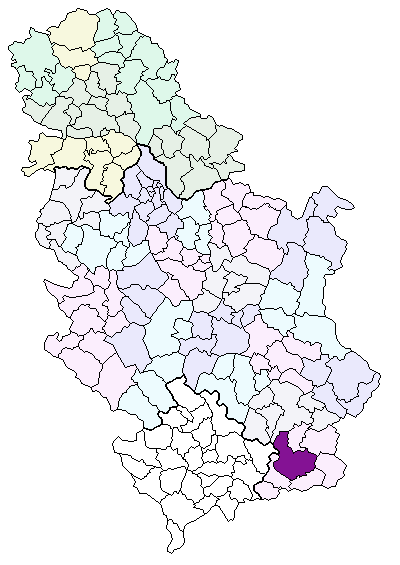